# Кумжарган (Мугалжарський район)
Кумжарга́н (каз. Құмжарған) — село у складі Мугалжарського району Актюбінської області Казахстану. Входить до складу Кумжарганського сільського округу.
Населення — 210 осіб (2021; 296 у 2009, 386 у 1999, 485 у 1989).